# Pisa Centrale
Pisa Centrale (włoski: Stazione di Pisa Centrale) – stacja kolejowa w Pizie, w regionie Toskania, we Włoszech. Znajduje się tu 5 peronów.
Stacja wybudowana według planu z roku 1871 jest jednym z kluczowych punktów komunikacji kolejowej Toskanii. Stacja jest zbiegiem kilku linii kolejowej: Piza – Rzym, Genua – Piza, Piza – Florencja i Lukka – Piza. Także w kilku ostatnich latach zostało zainaugurowano nowe linie kolejowe Piza – Pisa Aeroporto, łącząca stację z lotniskiem w Pizie. Natomiast opuszczona linia do Vada, po długim okresie zamknięcia został tylko ponownie otworzona do ruchu towarów.

## Historia
Dworzec główny w Pizie został zbudowany po realizacji planu rozwoju zatwierdzonego w dniu 23 marca 1871 roku. Jego realizacja doprowadziła do przekształcenia starego dworca Leopolda (otwarty w 1844), który działał aż do 1929 roku, kiedy został ostatecznie zamknięty.
Cały kompleks Pisa Centrale, poważnie uszkodzony w czasie II wojny światowej, został odbudowany z pewnymi zmianami od pierwotnego planu.

## Ruch kolejowy
Dworzec ma przepływ około 15 mln pasażerów. Na stacji zatrzymują się wszystkie pociągi w tranzycie wszelkiego rodzaju, w tym Intercity i Eurostar, a zwłaszcza pociągi regionalne, czyniąc dworzec ich ostatnim przystankiem. Główne połączenia to: Florencja, Genua, Rzym, Neapol, Livorno, Pisa Aeroporto, Lukka i La Spezia.